# Ель-Джадіда
Ель-Джадіда (араб. الجديدة, фр. El Jadida) або Мазарґан (порт. Mazagão) — портове місто на атлантичному узбережжі Марокко, столиця однойменної провінції країни. Стара португальська фортеця у місті є об'єктом Світової спадщини ЮНЕСКО.

## Історія міста
Місто було засноване португальцями в 1502 році, коли для захисту від маврів була побудована фортеця Мазаган. Під цією назвою і було відоме місто до 1769 року, коли воно було захоплено і зруйновано султаном Мохаммедом бен Абдаллою. Частина португальців переселилася до бразильського Мазагану.
В 1825 році араби знову відбудували місто, давши йому арабську назву «Ель-Джадіда», яке можна перекласти українською мовою як «нова» (оскільки в арабській слово, що позначає місто, має жіночий рід). Однак після переходу Марокко під протекторат Франції, коли місто почало швидко розвиватися, йому було повернуто стару назву. З отриманням країною незалежності назва «Ель-Джадіда» стала офіційною.
У 2004 році в місті проживало 144 тисячі осіб. Пляжі Ель-Джадіди служать місцем відпочинку.

## Фортеця
Стара фортеця розташована біля порту. Фортеця відома випадком, коли близько 3000 вояків загинули у вогні всередині неї. Зараз там житлові квартали і сувенірні лавки. Ліворуч від входу, всередині фортеці, в кінці вулиці є пекарня традиційного хліба. На тій же вулиці праворуч знаходяться традиційні лазні — хаммам. Прямо від входу розташовані сувенірні лавки. Всередині фортеці є священне сакральне місце. Цокольний поверх будинку з джерелом води і одним променем світла, що проникає зверху. Шанується мусульманами. Також в фортеці після свята рамадан проводиться традиційний фестиваль музики. У 2009 році в фортеці знімався марокканський фільм «Мандрівник».